# Roz-sur-Couesnon
Roz-sur-Couesnon är en kommun i departementet Ille-et-Vilaine i regionen Bretagne i nordvästra Frankrike. Kommunen ligger i kantonen Pleine-Fougères som tillhör arrondissementet Saint-Malo. År 2022 hade Roz-sur-Couesnon 1 036 invånare.

## Befolkningsutveckling
Antalet invånare i kommunen Roz-sur-Couesnon
Referens:INSEE